# Dios Habla Hoy
Dios Habla Hoy (DHH), también conocida como Versión Popular, es una traducción ecuménica de la Biblia al español americano, realizada por biblistas de diversas confesiones cristianas. Fue publicada en 1966 (hay varias reimpresiones: 1970, 1979, 1983, 1989, 1996) por las Sociedades Bíblicas Unidas y el CELAM. Las versiones sin los textos deuterocanónicos tienen las siglas DHH, mientras que las versiones que contienen los textos deuterocanónicos tienen las siglas DHHDC. Está escrita en un lenguaje sencillo y adaptado al español de América Latina..  Es usada como texto litúrgico por parte de la Iglesia Episcopal de los Estados Unidos.